# Абкляч

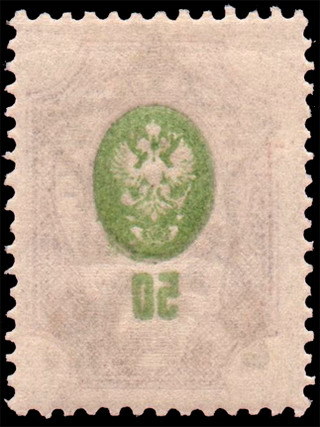
Абкляч центру на марці Росії (1889, 50 копійок), наддрукованій у перші роки Радянської влади

Абкляч (від нім. Abklatsch — копія, підробка), або дзеркальний відбиток, — у філателії дзеркальне зображення малюнка на зворотному боці марки, яке може виникати при друкуванні друкарських (марочних) аркушів.

## Опис
Зазвичай абкляч виникає внаслідок порушення нормальної роботи друкарської машини: відбиток з друкарської форми потрапляє на проміжний циліндр, а потім під час робочого ходу на зворотний бік аркуша. Інша причина виникнення абкляча — використання жирної густої фарби і пористого крихкого паперу. Фарба наскрізь просочує папір і проступає на зворотному боці. Те ж саме станеться при перетискуванні, якщо аркуш з фарбою, яка ще не просохла, «накрити», іншим аркушем. У усіх цих випадках також говорять про відбруднювання.
Абкляч може бути повним, частковим, по усіх або тільки по одній фарбі. Він може бути прямим або перевернутим. Не є абклячем прямий друк на клейовому боці марки, коли гумований аркуш потрапляє в машину клейовим боком до друкарської форми. Абкляч вважається різновидом поштової марки і включається в експонати традиційної філателії. Останнім часом у зв'язку з поліпшенням техніки друкування марок абкляч зустрічається украй рідко.
| Абкляч на аркушах безномінальних марок Білорусі | Абкляч на аркушах безномінальних марок Білорусі |
| ----------------------------------------------- | ----------------------------------------------- |
|                                                 |                                                 |

## Ресурси Інтернету
- - p/ малюнок. Російсько-англійський тлумачний словник термінів філателій - П. Юный филателист. Белпочта. Архів оригіналу за 13 лютого 2012. Процитовано 21 жовтня 2009.